# فرودگاه محلی اپلچیکولا
فرودگاه محلی اپلچیکولا (به انگلیسی: Apalachicola Regional Airport) (به زبان بومی: Apalachicola AAF) یک فرودگاه همگانی بهره‌برداری هوایی با کد یاتا AAF است که یک باند فرود بتن دارد و طول باند آن ۱۶۰۷ متر است. این فرودگاه در شهر آپالاچیکولا، فلوریدا کشور ایالات متحده آمریکا قرار دارد و در ارتفاع ۶ متری از سطح دریا واقع شده است.